# Wiard Ihnen
Wiard Ihnen (Jersey City, 5 de agosto de 1897 — Los Angeles, 22 de junho de 1979) é um diretor de arte estadunidense. Venceu o Oscar de melhor direção de arte em duas ocasiões: por Wilson e Blood on the Sun.